# 西大條胖
西大條 胖（西大条 胖、にしおおえだ ゆたか、1893年（明治26年）9月12日 - 1958年（昭和33年）4月22日）は、大日本帝国陸軍軍人。最終階級は陸軍中将。功三級。

## 経歴・人物
宮城県出身。1915年（大正4年）陸軍士官学校第27期卒業。1923年（大正12年）陸軍大学校第35期卒業。 
1935年（昭和10年）12月に陸軍省整備局整備課高級課員に任官。
支那事変が勃発すると、
1938年（昭和13年）3月に陸軍歩兵大佐・歩兵第40連隊長（第2軍、第10師団、第8旅団）として出動し、徐州作戦や武漢作戦などに参戦。翌年の1939年（昭和14年）3月に近衛師団参謀長、1941年（昭和16年）5月に商工省物資調整官を経て、同年8月に陸軍少将に進級した。
その後、同年12月に阿爾山駐屯隊長（関東軍、第2方面軍）となり大東亜戦争に出征し、アルシャンに駐屯した。
ついで1942年（昭和17年）10月に第25軍参謀長に転じ、翌年の1943年（昭和18年）4月に第25軍軍政監を兼職し、スマトラの安定に尽力。
さらに1944年（昭和19年）10月14日に南方軍総参謀副長兼軍政総監部総務部長を経て、同月26日に陸軍中将に進級した。
1948年（昭和23年）1月31日、公職追放仮指定を受けた。

## 栄典
外国勲章佩用允許
- 1941年（昭和16年）12月9日 - 満州帝国：建国神廟創建記念章[4]